# Allocnemis mitwabae
Allocnemis mitwabae é uma espécie de libelinha da família Platycnemididae.
É endémica de República Democrática do Congo.
Os seus habitats naturais são: rios.
Está ameaçada por perda de habitat.